# البحريه رينوار
البحريه رينوار (بالفرنسية: Marine Renoir)‏ هي عارضة وممثلة فرنسية، ولدت في 19 أكتوبر 1987 بباريس في فرنسا.

## وصلات خارجية
- البحريه رينوار على موقع IMDb (الإنجليزية)